# متامورا (ایندیانا)
متامورا (به انگلیسی: Metamora) یک منطقهٔ مسکونی در ایالات متحده آمریکا است که در شهرستان فرانکلین، ایندیانا واقع شده‌است. متامورا ۰٫۹ کیلومتر مربع مساحت و ۱۸۸ نفر جمعیت دارد و ۲۱۸٫۸۵ متر بالاتر از سطح دریا واقع شده‌است.